# Andreas Cassius
Pour les articles homonymes, voir Cassius.
Andreas Cassius, né à Schleswig en 1605 et mort à Hambourg en 1673, est un médecin et chimiste allemand. Il ne doit pas être confondu avec son fils Andreas Cassius (1645 - vers 1700), qui fut également médecin et chimiste.

## Résumé biographique
Il fait ses études de médecine à Leyde où il obtient son diplôme en 1632. Il exerce par la suite en qualité de médecin du duc de Holstein et du prince-évêque de Lübeck.
Son nom a été donné à la pourpre de Cassius, un pigment minéral obtenu par réduction du chlorure aurique par le chlorure stanneux. C'est son fils homonyme, dit « de Hambourg » qui, en 1685, publie le procédé mis au point par son père (douze ans après la mort de ce dernier et sans le citer), dans un ouvrage en latin dont le titre extrêmement long est souvent abrégé en « De Auro » (l'Or).
Bien que le précipité pourpre porte le nom d'Andreas Cassius père, Johann Rudolf Glauber en signale, dès 1659, une autre méthode de préparation, et il est déjà utilisé dans une usine de Potsdam en 1679.
Ce « précipité d'or » fut exporté en Chine vers 1720, où il permit la réalisation des porcelaines dites de la « famille rose », sous la dynastie Qing.
Andreas Cassius est aussi à l'origine de la fabrication de l'essence de bézoard.